# 劉粤軍
劉 粤軍（りゅう えつぐん、1954年9月 - ）は、中国人民解放軍の軍人。2015年時点、蘭州軍区司令員を務める。階級は上将である。中国共産党党員であり、第18期党全国代表大会では中央委員会中央委員に選出されている。

## 来歴
- 1954年9月、山東省文登専区栄成県に生まれる。籍貫地は出生地と同じである。
- 1970年1月に人民解放軍に入隊し陸軍兵となる。
- 1972年6月に中国共産党に入党する。
- 1973年12月に陸軍小隊長、1974年9月に陸軍中隊長、1979年7月に陸軍第367連隊司令部作訓係係長、1980年6月に陸軍大隊長、1981年5月に陸軍第367連隊参謀長、1987年7月に同連隊連隊長などを歴任。
- 1989年6月に第121歩兵師団参謀長となる。
- 1992年12月、同師団副師団長となる。
- 1993年4月、駐香港部隊深圳基地主任（副師団長級職）となる。
- 1994年4月、第121自動車化歩兵師団師団長となる。
- 1996年、第123歩兵師団師団長に転任する。
- 1997年8月から12月まで中国共産党中央党校の公開大学コースで経済管理について学習する。
- 1998年10月、第41集団軍集団軍参謀長となる。1999年4月駐マカオ部隊司令員（副軍長級職）となる。
- 1999年7月、少将に昇格する。
- 2001年9月から2002年2月に渡り中国国防大学基本コースで教育を受ける。
- 2002年2月、第42集団軍軍長となる。
- 2007年6月、蘭州軍区参謀長となる。
- 2008年7月、中将に昇格する。
- 2012年10月、蘭州軍区司令員となる。
- 2015年7月、上将に昇格する。

中国共産党第16期、第17期全国代表大会の中央委員会候補委員に連続して選ばれ、第18期全国大会の中央委員会中央委員に選ばれている。

## 実戦経験
劉粤軍は16歳で入隊してすぐに「塔山英雄団」として有名な連隊に配属された。中越戦争の軍事作戦に参加している。